# Fond du Lac (thị trấn), Wisconsin
Fond du Lac là một thị trấn thuộc quận Fond du Lac, tiểu bang Wisconsin, Hoa Kỳ. Năm 2010, dân số của thị trấn này là 2.932 người.